# Porto Rico nos Jogos Olímpicos de Verão de 1984
Porto Rico competiu nos Jogos Olímpicos de Verão de 1984, realizados em Los Angeles, Estados Unidos.